# Паллас (лунный кратер)
Кратер Паллас (лат. Pallas) — крупный древний ударный кратер в области северного побережья Залива Центральный на видимой стороне Луны. Название присвоено в честь немецкого и русского учёного-энциклопедиста, естествоиспытателя и путешественника Петера Симона Палласа (1741—1811) и утверждено Международным астрономическим союзом в 1935 г. Образование кратера относится к нектарскому периоду.

## Описание кратера

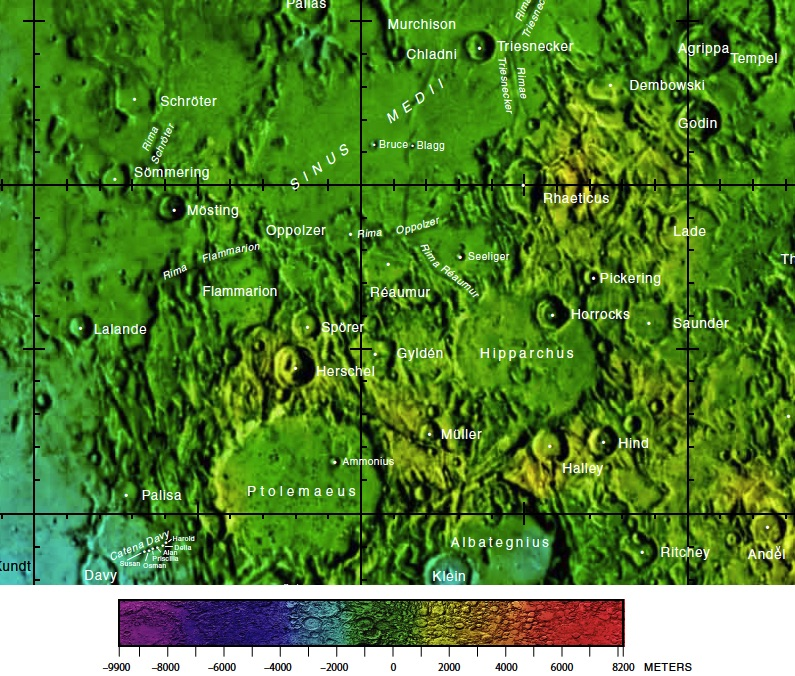
Окрестности кратера Паллас. Фрагмент карты видимой стороны Луны.

Ближайшими соседями кратера являются кратер Боде на северо-западе; кратер Укерт на северо-востоке; кратер Мерчисон на востоке (северо-западная часть последнего частично перекрыта кратером Паллас) и кратер Шрётер на западе-юго-западе. На северо-западе от кратера Паллас находится Залив Зноя, на юге Залив Центральный. Селенографические координаты центра кратера 5°29′ с. ш. 1°39′ з. д. / 5,48° с. ш. 1,65° з. д., диаметр 49,5 км, глубина 1500 м.
Кратер Паллас имеет полигональную форму и практически полностью разрушен. Вал сглажен и рассечен многочисленными долинами, в северо-восточной части вала имеется проход соединяющий чаши кратеров Паллас и Мерчисон, северо-западная часть вала перекрыта сателлитным кратером Паллас A. Дно чаши затоплено лавой, относительно ровное, с невысоким сглаженным хребтом в северной части и одиночными холмами в южной. Имеется массивный центральный пик.

## Сечение кратера
На приведенном графике представлено сечение кратера в различных направлениях, масштаб по оси ординат указан в футах, масштаб в метрах указан в верхней правой части иллюстрации.

## Кратковременные лунные явления
15 ноября 1953 г. физик и астроном-любитель Леон Стюарт сделал снимок на котором видна вспышка приблизительно в 16 км к юго-востоку от кратера Паллас. Данная вспышка продолжалась в течение 8-10 с. Сообщение о данном наблюдении было опубликовано в 1956 г. в ежеквартальном издании Ассоциации лунной и планетарной астрономии (ALPO) «The Strolling Astronomer - The Journal of the Association of Lunar and Planetary Observers (ISSN 00392502, OCLC 1766616)». Профессиональные астрономы посчитали данное сообщение результатом наблюдения метеора в атмосфере Земли. По прошествии многих лет Бонни Бурати из Лаборатории реактивного движения NASA на снимках зонда Clementine идентифицировала кратер диаметром 1,5 км совпадающий по размерам, форме и альбедо предполагаемой энергии импакта. Сегодня некоторые астрономы полагают, что на упомянутом снимке действительно запечатлено импактное событие

## Сателлитные кратеры

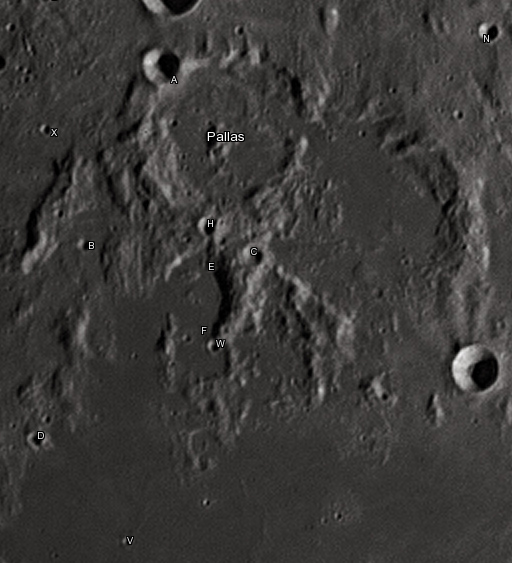
Снимок Девида Кемпбелла.

| Паллас | Координаты                                        | Диаметр, км |
| ------ | ------------------------------------------------- | ----------- |
| A      | 5°58′ с. ш. 2°21′ з. д. / 5,97° с. ш. 2,35° з. д. | 10,1        |
| B      | 4°12′ с. ш. 2°38′ з. д. / 4,2° с. ш. 2,64° з. д.  | 3,4         |
| C      | 4°29′ с. ш. 1°07′ з. д. / 4,49° с. ш. 1,12° з. д. | 5,4         |
| D      | 2°22′ с. ш. 2°38′ з. д. / 2,37° с. ш. 2,63° з. д. | 4,1         |
| E      | 4°02′ с. ш. 1°28′ з. д. / 4,03° с. ш. 1,47° з. д. | 24,6        |
| F      | 3°31′ с. ш. 1°23′ з. д. / 3,51° с. ш. 1,39° з. д. | 18,2        |
| H      | 4°38′ с. ш. 1°35′ з. д. / 4,64° с. ш. 1,59° з. д. | 4,8         |
| N      | 7°01′ с. ш. 0°29′ в. д. / 7,02° с. ш. 0,49° в. д. | 5,3         |
| V      | 1°40′ с. ш. 1°35′ з. д. / 1,67° с. ш. 1,59° з. д. | 2,6         |
| W      | 3°36′ с. ш. 1°16′ з. д. / 3,6° с. ш. 1,26° з. д.  | 3,5         |
| X      | 5°08′ с. ш. 3°14′ з. д. / 5,14° с. ш. 3,23° з. д. | 2,9         |

## См.также
- Список кратеров на Луне
- Лунный кратер
- Морфологический каталог кратеров Луны
- Планетная номенклатура
- Селенография
- Минералогия Луны
- Геология Луны
- Поздняя тяжёлая бомбардировка